# فرانكو كانيفير
فرانكو كانيفير (بالإسبانية: Franco Canever)‏ (17 سبتمبر 1989 بقرطبة في الأرجنتين - ) هو لاعب كرة قدم أرجنتيني في مركز الدفاع. لعب مع نادي أتليتيكو ألدوسيفي.

## وصلات خارجية
- فرانكو كانيفير على موقع إي إس بي إن إف سي (الإنجليزية)
- فرانكو كانيفير على موقع قاعدة بيانات كرة القدم.إي يو (الإنجليزية)
- فرانكو كانيفير على موقع Soccerbase.com (لاعب) (الإنجليزية)
- فرانكو كانيفير على موقع Soccerway.com (الإنجليزية)
- فرانكو كانيفير على موقع عالم كرة القدم.نت (الإنجليزية)